# Brian Azzarello
Brian Azzarello (* 11. srpna 1962, Cleveland, Ohio) je americký komiksový scenárista. Svou kariéru započal v malých vydavatelství Gemstone Publishing a Comico. Později získal smlouvu u vydavatelství DC Comics a tamního imprintu Vertigo. Proslul především svou originální sérií 100 nábojů, svým runem v sérii Hellblazer, uchopením superhrdinky Wonder Woman v její čtvrté sérii, grafickým románem Joker a prací na pokračování legendárních Strážců v komiksech Před Strážci.

## Česky vydané komiksy
V České republice vydaly komiksy Briana Azzarella nakladatelství BB/art, CREW a Comics Centrum.

### Sešity
- 2003 - Flinch: Potravní řetězec (v Crew2 #02)
- 2003 - Hellblazer: Dobré úmysly (v Crew2 #04)
- 2003 - Gangland: Úklid v domě (v Crew2 #05)
- 2006 - Poslední trefa (v Crew2 #16)

### Knihy
- 2006–2013 – Hellblazer:
  - 2006 – Hellblazer – Těžké časy / (Hellblazer #146–150, 2000)
  - 2012 – Hellblazer – Dobré úmysly / (Hellblazer #151–156, 2000–01)
  - 2012 – Hellblazer – Zamrznutí / (Hellblazer #157–163, 2001)
  - 2013 – Hellblazer – Potopa / (Hellblazer #164–168, 2001–02)
  - 2013 – Hellblazer – Popel a prach / (Hellblazer #169–174 (2002)
- 2007–2018 – 100 nábojů:
  - 2007 – 100 nábojů – První výstřel, poslední šance / (100 Bullets #1–5, First Shot, Last Call, 2000)
  - 2008 – 100 nábojů – Záblesk druhé šance / (100 Bullets #6–14, Split Second Chance, 2000)
  - 2010 – 100 nábojů – Hlas krve / (100 Bullets #15–19, Hang up on the Hang Low, 2001)
  - 2011 – 100 nábojů – Rozčtvrcený zítřek / (100 Bullets #20–30, A Foregone Tomorrow, 2002)
  - 2011 – 100 nábojů – Nezabiješ / (100 Bullets #31–36, The Counterfifth Detective, 2003)
  - 2012 – 100 nábojů – Šest na odstřel / (100 Bullets #37–42, Six Feet Under The Gun, 2003)
  - 2012 – 100 nábojů – Samuraj / (100 Bullets #43–49, Samurai, 2004)
  - 2013 – 100 nábojů – Posmrtné blues / (100 Bullets #50–58, The Hard Way, 2005)
  - 2013 – 100 nábojů – Smrt je mým řemeslem / (100 Bullets #59–67, Strychnine Lives, 2005-06)
  - 2015 - 100 nábojů – Dekadence / (100 Bullets #68–75, Decayed, 2006)
  - 2016 - 100 nábojů – Začátek konce / (100 Bullets #76–83, Once Upon a Crime, 2006–07)
  - 2018 - 100 nábojů – Špinavci / (100 Bullets #84–88, Dirty, 2007)
  - 2018 - 100 nábojů – Smůla / (100 Bullets #89–100, Wilt, 2008–09)
- 2007 – Superman pro zítřek – kniha první / (Superman #204–209, 2004)
- 2007 – Superman pro zítřek – kniha druhá / (Superman #210–215, 2005)
- 2012 – Joker / (Joker, 2008)
- 2014 – Před Strážci: Komediant / Rorschach / (Before Watchmen: Comedian #1-6 a Before Watchmen: Rorschach #1–4, obé 2012)
- 2015 – Lex Luthor: Muž z oceli / (Lex Luthor: Man of Steel #1–5, 2005)
- 2015-... – Wonder Woman (New 52):
  - 2015 – Wonder Woman 1: Krev / (Wonder Woman vol. 4 (New 52) #1–6, 2011–12)
  - 2017 – Wonder Woman 2: Odvaha / (Wonder Woman Vol. 4 (New 52) #7-12, 2012)
  - 2018 – Wonder Woman 3: Vůle / (Wonder Woman Vol. 4 (New 52) #0, #13–18, 2013)
  - 2020 – Wonder Woman 4: Válka / (Wonder Woman Vol. 4 (New 52) #19–23, 2013)
  - 2020 – Wonder Woman 5: Tělo / (Wonder Woman Vol. 4 (New 52) #23.2, #24–29, 2013–14)
  - 2022 – Wonder Woman 6: Kosti / (Wonder Woman Vol. 4 (New 52) #30–35 a Secret Origins #6, 2014)
- 2019 – Batman: Evropa, (s Matteo Casali: Batman: Europa (Vol. 1) 1–4, 2016)
- 2020 - Komiksový výběr Spider-Man #010: Pavučina / (jen sešit Spider-Man's Tangled Web (Vol. 1) #14, 2002)
- 2020 - Batman: Zatracení, (s Lee Bermejo: Batman: Damned #1-3, 2018–19) - DC Black Label
- 2023 - Sebevražedný oddíl: Dostaňte Jokera!, (s Alex Maleev: Suicide Squad: Get Joker! #1-3 , 2021–22) - DC Black Label

### Gemstone Publishing a Comico
- Overstreet's Fan #7-9: "Elementals: Thicker Than Water" (s Jim Callahan, 1995-1996)
- Primer #1: "The Assassin's Song" (s Vincent Proce, 1996)
- Red Dragon #1: "Enter Red Dragon" (s Tony Akins, 1996)

### Vertigo
- Weird War Tales #1: "Ares" (s James Romberger, 1997)
- Gangland #1: "Clean House" (s Tim Bradstreet, 1998)
- Jonny Double #1-4 (s Eduardo Risso, 1998)
- Heartthrobs #2: "The Other Side of Town" (s Tim Bradstreet, 1999)
- Flinch #2, 10, 13 (s různými umělci, 1999 a 2000)
- 100 Bullets #1-100 (s Eduardo Risso, 1999-2009)
- Strange Adventures #4: "Native Tongue" (s Esad Ribić, 2000)
- Hellblazer #146-174 (s Richard Corben, Marcelo Frusin, Steve Dillon a Guy Davis, 2000-2002)
- Hellblazer #250 (s Rafael Grampá, 2009)
- El Diablo #1-4 (s Danijel Žeželj, 2001)
- Loveless #1-24 (s Marcelo Frusin, Danijel Žeželj a Werther Dell'Edera, 2005-2008)
- Vertigo Crime: Filthy Rich (s Victor Santos, 2009)
- Spaceman #1-9 (s Eduardo Risso, 2011-2012)

### DC Comics
- Batman: Gotham Knights #8 a 35 (s různými umělci, 2000 a 2003)
- Batman #620-625: "Broken City" (s Eduardo Risso, 2003-2004)
- Joker (s Lee Bermejo, 2008)
- Wednesday Comics #1-12: "Batman" (s Eduardo Risso, 2009)
- Flashpoint: Batman: Knight of Vengeance #1-3 (s Eduardo Risso, 2011)
- 9-11 vol.2: "America's Pastime" (s Eduardo Risso, 2002)
- Sgt. Rock: Between Hell and a Hard Place (s Joe Kubert, 2003)
- JSA All-Stars #6: "Blind Spot" (s Eduardo Risso, 2003)
- Superman vol. 2 #204-215: "For Tomorrow" (s Jim Lee, 2004-2005)
- Lex Luthor: Man of Steel #1-5 (s Lee Bermejo, 2005)
- DC Comics Presents: Green Lantern: "Penny for Your Thoughts, Dollar For Your Destiny!" (s Norm Breyfogle, one-shot, 2004)
- Solo #1 a 6 (s různými umělci, 2004 a 2005)
- Tales of the Unexpected #1-8: "Architecture and Morality" (s Cliff Chiang, 2006-2007)
- First Wave #1-6 (s Rags Morales, 2010-2011)
- The Spirit #6: "The Man I Love" (s Eduardo Risso, 2010)
- Doc Savage #6-12 (s Ivan Brandon a Nic Klein, 2010-2011)
- Wonder Woman vol. 4 #1-35 (s Cliff Chiang a Tony Akins, 2011-2014)
- Before Watchmen: Comedian #1-6 (s J. G. Jones, 2012)
- Before Watchmen: Rorschach #1-4 (s Lee Bermejo, 2012)
- The New 52: Futures End #1-30 (spolu s Keith Giffen, Dan Jurgens a Jeff Lemire, 2014-2015)
- The Dark Knight III: The Master Race #1–9 (s Frank Miller, 2015-2017)
- Batman: Damned #1-3 (s Lee Bermejo, 2018–2019)

### Wildstorm, Dark Horse, Marvel a Image
- Wildstorm Summer Special: "Zealot: Apple Read" (s Brian Stelfreeze, 2001)
- Batman/Deathblow #1-3 (s Lee Bermejo, 2003)
- Deathblow #1-9 (s Carlos D'Anda, 2006-2008)
- Noir: "The Bad Night" (s Gabriel Bá a Fábio Moon, 2009)
- Startling Stories: Banner #1-4 (s Richard Corben, 2001)
- Cage #1-5 (s Richard Corben, 2002)
- Spider-Man's Tangled Web #14: "The Last Shoot" (s Scott Levy a Giuseppe Camuncoli, 2002)
- 3 Floyds: Alpha King #1–5 (s Nick Floyd a Simon Bisley, 2016–2017)
- Moonshine #1–12 (s Eduardo Risso, 2016–2018)